# Aphrodite
Aphrodite är ett musikalbum av den australiensiska sångerskan Kylie Minogue. Det är hennes elfte studioalbum, utgivet den 30 juni 2010. Minogue anlitade en rad olika låtskrivare till skivan, däribland några svenska och danska musiker. 
Skivan blev etta på den brittiska försäljningslistan och Kylie Minogue är därmed den hittills enda kvinnliga artisten som lyckats ligga etta på listan under fyra påföljande decennier (80, 90, 00 och 10-talen).

## Låtlista
1. All the Lovers (Jim Eliot, Mima Stilwell) 3:22
2. Get Outta My Way (Mich Hansen, Lucas Secon, Damon Sharpe, Peter Wallevik, Daniel Davidsen) 3:38
3. Put Your Hands Up (If You Feel Love) (Finlay Dow-Smith, Miriam Nervo, Olivia Nervo) 3:37
4. Closer (Stuart Price, Beatrice Hatherley) 3:09
5. Everything Is Beautiful (Fraser T. Smith, Tim Rice-Oxley) 3:25
6. Aphrodite (Nerina Pallot, Andy Chatterley) 3:45
7. Illusion (Kylie Minogue, Price) 3:21
8. Better than Today (Pallot, Chatterley) 3:25
9. Too Much (Minogue, Calvin Harris, Jake Shears)  3:16
10. Cupid Boy (Sebastian Ingrosso, Magnus Lidehäll, Nick Clow, Luciana Caporaso) 4:26
11. Looking for an Angel (Minogue, Price) 3:49
12. Can't Beat the Feeling (Hannah Robinson, Pascal Gabriel, Borge Fjordheim, Matt Prime, Richard Philips) 4:09

## Listplaceringar
| Lista (2010)                           | Högsta placering |
| -------------------------------------- | ---------------- |
| Australien                             | 2                |
| Österrike                              | 3                |
| Belgien (Flandern)                     | 4                |
| Belgien (Vallonien)                    | 3                |
| Kanada                                 | 8                |
| Kroatien                               | 11               |
| Tjeckien                               | 5                |
| Danmark                                | 21               |
| Nederländerna                          | 4                |
| Europeiska Top 100                     | 1                |
| Finland                                | 22               |
| Frankrike                              | 3                |
| Tyskland                               | 3                |
| Grekland                               | 1                |
| Ungern                                 | 18               |
| Irland                                 | 5                |
| Italien                                | 9                |
| Japan                                  | 28               |
| Mexiko                                 | 22               |
| Nya Zeeland                            | 11               |
| Polen                                  | 6                |
| Skottland                              | 1                |
| Spanien                                | 2                |
| Sverige                                | 9                |
| Schweiz                                | 2                |
| Storbritannien                         | 1                |
| USA Billboard 200                      | 19               |
| USA Billboard Dance/ Electronic Albums | 2                |

## Singlar
1. All the Lovers (11 juni 2010)
2. Get Outta My Way (27 september 2010)
3. Better Than Today (5 december 2010)